# Kefersteinia
Kefersteinia is een geslacht van orchideeën uit de onderfamilie Epidendroideae, afgescheiden van het geslacht Chondrorhyncha.
Het zijn kleine epifytische planten van zeer vochtige en beschaduwde tropische montane regenwouden uit Midden- en Zuid-Amerika, zonder pseudobulben, met kleine, fragiele bloemen op een dunne bloeistengel.

## Naamgeving en etymologie
Kefersteinia is vernoemd naar de Duitse 19e-eeuwse orchideeënliefhebber A.L. Keferstein.

## Kenmerken
Kefersteinia-soorten zijn kleine tot zeer kleine epifytische of zelden terrestrische planten met een sympodiale groei, zonder pseudobulben, met twee rijen elkaar overlappende, waaiervormige geplaatste, lijnlancetvormige bladeren, en een okselstandige, zeer dunne bloeistengel met een eenbloemige aar.

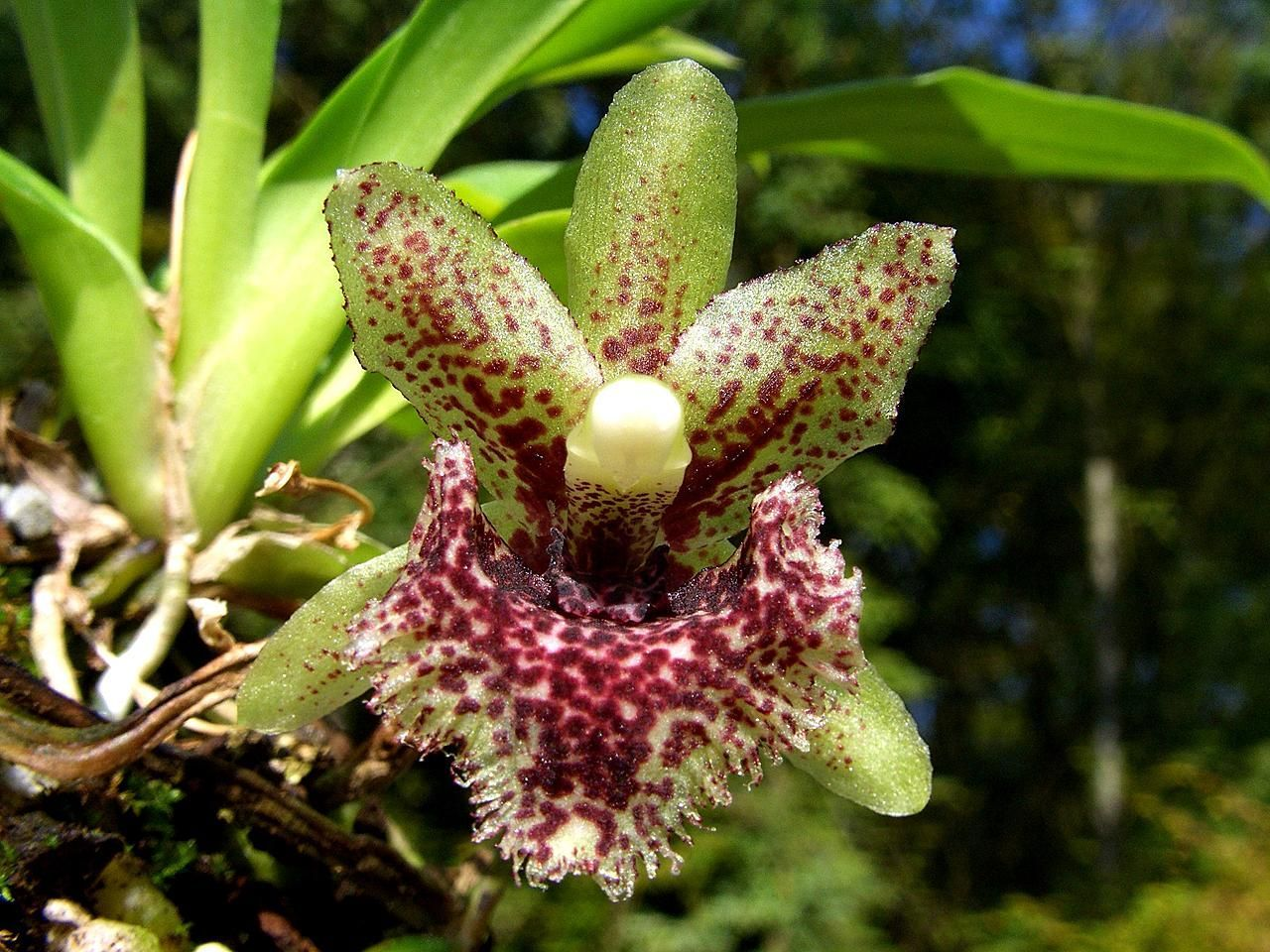
Kefersteinia tolimensis, detail bloem

De bloemen zijn eveneens klein, met een bloemlip die de voet van het gynostemium ontsluit en die aan de basis een opvallende sokkelvormige callus draagt. Het gynostemium is aan de onderzijde gekield en draagt vier samengedrukte pollinia op een kort stipum, verbonden met een hartvormig viscidium.
De bloemen worden bestoven door bijen van de tribus Euglossini. De callus op de lip en de kiel op het gynostemium dwingen de (mannelijke) bij in een positie waarbij de pollinia op de voet van de antenne van het dier worden gekleefd.

## Taxonomie
Kefersteinia is zeer nauw verwant aan de zustergeslachten Chondrorhyncha, Chaubardiella en Cochleanthes. Het geslacht is vanwege zijn grootte (70 soorten) ingedeeld in drie secties, Kefersteinia, Papilionatae en Umbonatae.
Kefersteinia is volgens DNA-onderzoek uit 2005 door Whitten en anderen een monofyletische groep. Desondanks werd de sectie Umbonatae door Szlachetko in 2003 gepromoveerd tot het geslacht Senghasia, op basis van de aanwezigheid van een knopvormige callus. Het onderzoek van Whitten et al. toont aan dat dit nieuwe geslacht, noch het restant van Kiefersteinia, monofyletische groepen zijn en die opdeling dus ongewenst is.
Het geslacht omvat zeventig soorten. De typesoort is Kefersteinia graminea.

### Soorten
- Kefersteinia alata Pupulin (2004)
- Kefersteinia alba Schltr. (1923)
- Kefersteinia andreettae G.Gerlach, Neudecker & Seeger (1989)
- Kefersteinia angustifolia Pupulin & Dressler (2004)
- Kefersteinia auriculata Dressler (1983)
- Kefersteinia aurorae D.E.Benn. & Christenson (1994)
- Kefersteinia bengasahra D.E.Benn. & Christenson (1994)
- Kefersteinia benvenathar D.E.Benn. & Christenson (1994)
- Kefersteinia bertoldii Jenny (1985)
- Kefersteinia bismarckii Dodson & D.E.Benn. (1989)
- Kefersteinia candida D.E.Benn. & Christenson (1994)
- Kefersteinia chocoensis G.Gerlach & Senghas (1990)
- Kefersteinia costaricensis Schltr. (1918)
- Kefersteinia delcastilloi D.E.Benn. & Christenson (1994)
- Kefersteinia elegans Garay (1969)
- Kefersteinia endresii Pupulin (2001)
- Kefersteinia escalerensis D.E.Benn. & Christenson (1994)
- Kefersteinia escobariana G.Gerlach & Neudecker (1994)
- Kefersteinia excentrica Dressler & Mora-Ret. (1993)
- Kefersteinia expansa (Rchb.f.) Rchb.f. (1878)
- Kefersteinia gemma Rchb.f. (1874)
- Kefersteinia graminea (Lindl.) Rchb.f. (1852)
- Kefersteinia guacamayoana Dodson & Hirtz (1989)
- Kefersteinia heideri Neudecker (1994)
- Kefersteinia hirtzii Dodson (1989)
- Kefersteinia jarae D.E.Benn. & Christenson (1994)
- Kefersteinia klabochii (Rchb.f.) Schltr. (1920)
- Kefersteinia koechliniorum Christenson (2000)
- Kefersteinia lacerata Fowlie (1968)
- Kefersteinia lactea (Rchb.f.) Schltr. (1918)
- Kefersteinia lafontainei Senghas & G.Gerlach (1990)
- Kefersteinia laminata Rchb.f. (1885)
- Kefersteinia lehmannii P.Ortiz (1996)
- Kefersteinia licethyae D.E.Benn. & Christenson (1994)
- Kefersteinia lojae Schltr. (1921)
- Kefersteinia maculosa Dressler (1983)
- Kefersteinia medinae Pupulin & G.Merino (2008)
- Kefersteinia microcharis Schltr. (1923)
- Kefersteinia minutiflora Dodson (1982)
- Kefersteinia mystacina Rchb.f. (1881)
- Kefersteinia niesseniae P.Ortiz (1996)
- Kefersteinia ocellata Garay (1969)
- Kefersteinia orbicularis Pupulin (2000)
- Kefersteinia oscarii P.Ortiz (1996)
- Kefersteinia parvilabris Schltr. (1923)
- Kefersteinia pastorellii Dodson & D.E.Benn. (1989)
- Kefersteinia pellita Rchb.f. ex Dodson & D.E.Benn. (1989)
- Kefersteinia perlonga Dressler (1993)
- Kefersteinia pulchella Schltr. (1929)
- Kefersteinia pusilla (C.Schweinf.) C.Schweinf. (1970)
- Kefersteinia retanae G.Gerlach ex C.O.Morales (1999)
- Kefersteinia richardhegerlii R.Vásquez & Dodson (2001)
- Kefersteinia ricii R.Vásquez & Dodson (1998)
- Kefersteinia saccata Pupulin (2008)
- Kefersteinia salustianae D.E.Benn. & Christenson (1994)
- Kefersteinia sanguinolenta Rchb.f. (1852)
- Kefersteinia stapelioides Rchb.f. (1852)
- Kefersteinia stevensonii Dressler (1972)
- Kefersteinia taggesellii Neudecker (1994)
- Kefersteinia taurina Rchb.f. (1876)
- Kefersteinia tinschertiana Pupulin (2004)
- Kefersteinia tolimensis Schltr. (1920)
- Kefersteinia trullata Dressler (1993)
- Kefersteinia vasquezii Dodson (1989)
- Kefersteinia villenae D.E.Benn. & Christenson (1994)
- Kefersteinia villosa D.E.Benn. & Christenson (1998)
- Kefersteinia vollesii Jenny (1985)
- Kefersteinia wercklei Schltr. (1923)